# Найдьон Олександр Вікторович
Олекса́ндр Ві́кторович Найдьо́н (7 листопада 1984, м. Городня, Чернігівська область — 16 листопада 2014, смт Станиця Луганська, Луганська область — старший сержант МВС України, батальйон патрульної служби міліції особливого призначення «Чернігів», учасник російсько-української війни.

## Життєпис
Воїн добровольчого батальйону — Олександр Найдьон народився 7 листопада 1984 року в місті Городня Чернігівської області. Закінчив Городнянську загальноосвітню школу № 2.
З 2003 по 2005 р. проходив строкову службу у 101-й окремій бригаді охорони Генерального штабу Збройних Сил України.
З 2005 по 2010 рік — міліціонер спеціального батальйону судової міліції «Грифон» ГУМВС України в місті Києві (отримав свідоцтво з відзнакою про початкову підготовку міліціонерів).
У 2007 році заочно закінчив Чернігівський національний педагогічний університет імені Тараса Шевченка, за спеціальністю вчитель історії.
У 2008 році вступив на 2-й курс Київського національного університету внутрішніх справ на спеціальність правознавство.
Певний час працював на різних посадах у Городнянській школі-інтернаті для дітей-сиріт.
З 26 вересня 2014 року в органах внутрішніх справ. Старший сержант міліції, 2-й взвод 1-ї роти батальйону патрульної служби особливого призначення «Чернігів» УМВС України в Чернігівській області.
У зоні проведення АТО з 19 жовтня 2014 року.
З 14:55 по 15:20 16 листопада 2014 року озброєні бойовики переправилися через річку Сіверський Донець та обстріляли з автоматичної зброї та гранатометів патрульний автомобіль МВС батальйону «Чернігів» та блокпост ЗСУ в районі автостанції смт Станиця Луганська. В бою з російськими терористами Олександр загинув. Разом з Олександром загинули Віктор Запека та Роман Лось. В червні 2016 року помер один з поранених в тому бою — Роман Лось.
Похований 21 листопада 2014 року у м. Городні Чернігівської області.

## Нагороди та вшанування
- Указом Президента України № 942/2014 від 19 грудня 2014 року, «за особисту мужність і героїзм, виявлені у захисті державного суверенітету та територіальної цілісності України, високий професіоналізм, зразкове виконання службового обов'язку та з нагоди Дня міліції», нагороджений орденом «За мужність» III ступеня (посмертно)[2].

- Указом Президента України від 17 лютого 2016 року № 53/2016 нагороджений відзнакою Президента України «За участь в Антитерористичній операції» (посмертно)[3].

- Нагороджений народною відзнакою «Лицарський хрест добровольця» 14 жовтня 2016 року (посмертно).

- В пам'ять про Олександра Найдьона 8 травня 2015 року на будівлі Городнянської загальноосвітньої школи № 2 встановлена меморіальна дошка[4] та пам'ятний знак на міській Алеї Героїв[5].

- Його ім'я викарбуване на граніті Меморіалу загиблим працівникам Міністерства внутрішніх справ міста Чернігів.
- 30 листопада 2021 року — Почесна відзнака Чернігівської обласної ради «За мужність і вірність Україні»[6].